# Astronomische Gesellschaft Urania Wiesbaden
Die Astronomische Gesellschaft Urania e. V. Wiesbaden ist die astronomische Gesellschaft in Wiesbaden, die die Sternwarte Wiesbaden betreibt. Sie wurde im November 1925 von dem Astronom Franz Kaiser zusammen mit Wiesbadener Sternfreunden gegründet und zählt damit zu den ältesten Vereinigungen dieser Art in Deutschland. 

## Geschichte
Die Entwicklung der astronomischen Vereinigung ist eng mit der Persönlichkeit ihres Begründers verknüpft. Kaiser, ein gebürtiger Wiesbadener, absolvierte in Heidelberg sein Studium der Astronomie und entdeckte als wissenschaftlicher Assistent an der dortigen Sternwarte 21 Kleinplaneten, von denen er zwei nach seiner Heimatstadt benannte: Wisibada und Mattiaca.
Wie bei sämtlichen astronomischen Vereinigungen war auch bei der nach der Urania benannten Wiesbadener Gesellschaft die instrumentelle Ausstattung von wesentlichem Einfluss auf die Vereinsarbeit. Während der ersten Jahrzehnte stand der Urania in der Sternwarte Oranienschule ein leistungsfähiger Refraktor zur Verfügung. Infolge der letzten Kriegswirren wurde die Sternwarte Oranienschule zerstört, und die Vereinsarbeit kam zum Erliegen. Erst 1954, nach der Wiederherstellung der Sternwartenkuppel, konnte die Beobachtungsarbeit wieder aufgenommen werden. Nachdem Franz Kaiser die Geschicke der Urania mehr als 36 Jahre leitete, verstarb er im Frühjahr 1962.
Im Jahre 1967 wurde durch die Anschaffung eines neuen 30-cm-Maksutow-Spiegelteleskopes die Aktivität auf der Sternwarte wieder erhöht. Zu den üblichen Beobachtungsabenden, Vorträgen und Seminaren kamen nun auch noch Astronomische Wochen und Großveranstaltungen hinzu, die der Astronomie neue Freunde gewinnen sollte. Auch die Zusammenarbeit mit der Volkshochschule Wiesbaden (VHS) wurde immer enger. 1974 bot sich der Urania die Gelegenheit, in eine neue Sternwarte umzuziehen, die im Zuge des Neubaus des neuen Oberstufengymnasiums am Moltkering (Martin-Niemöller-Schule) errichtet wurde.
Durch die Vielzahl von Veranstaltungen und Aktivitäten stieß der Nutzraum in der Sternwarte an seine Grenzen. Aus diesem Grund baute die Urania 1984 einen kleinen Neubau direkt gegenüber dem jetzigen Zugang zur Sternwarte auf dem Schulgelände. 1992 wurde ein neuer Hochleistungsrefraktor mit 206 mm Öffnung und 1,6 m Brennweite angeschafft.

## Aktivitäten
Urania hat sich die Pflege und Förderung der Astronomie und Himmelskunde zur Hauptaufgabe gestellt. Neben der traditionellen Astronomischen Woche können Besucher in der Regel wöchentlich an Beobachtungen oder Vorträgen teilnehmen. Neben den üblichen Veranstaltungen und Sonderführungen (für interessierte Gruppen, Vereine, Schulklassen etc.) wurden auch Großveranstaltungen initiiert. Die Urania war 1985 und 1987 Veranstalter der Wiesbadener-Astronomie-Messe, mit vielen Ausstellern aus dem In- und Ausland. 
Die Sternwarte Wiesbaden wird jährlich von etwa 2500 Besuchern aufgesucht, die Urania hat rund 100 Mitglieder (Stand 2018).